# Грибков, Виктор Владимирович
Ви́ктор Влади́мирович Грибко́в (1912—1990) — советский инженер, конструктор, участник атомного проекта.

## Биография
Родился 16 декабря 1912 года в Москве.
Окончил Московский Индустриально-Технический техникум им. Уханова (1931) и Московский институт инженеров химической промышленности  МИХМ (1939). В 1931—1932 годах работал на БХК.  Во время учебы в институте работал на заводе №51 (позже конструкторский отдел ГСНИИ-42) чертежником-конструктором. 
С августа 1938 года работал инженером в ГСПИ-3 Наркомата химической промышленности СССР.  
Во время войны работал в  ГСНИИ № 42.
С марта 1946 по июль 1986 года работал в НИИ-9 Министерства среднего машиностроения (с 1972 ВНИИНМ): с 1948 — начальник конструкторского отдела, в 1961—1968 — главный инженер, с 1968 года — начальник НТО.
Участник советского атомного проекта. Автор 12 изобретений и 2 рационализаторских предложений.
В 1962 году защитил диссертацию с присуждением ученой степени кандидата технических наук. 
С июля 1986 года — на пенсии.

## Награды и премии
- Сталинская премия II степени (10 апреля 1942) — за создание аппарата, имеющего оборонное значение
- два ордена Трудового Красного Знамени (1951 и 1956)
- медали "За трудовую доблесть" (1953) и другие